# Markovian Parallax Denigrate
Markovian Parallax Denigrate es una serie de cientos de mensajes publicados en Usenet en 1996. Los mensajes, que parecen ser un galimatías, fueron publicados con el asunto "Denigración del paralaje markoviano". 
En 2016, Susan Lindauer fue identificada por error como posible fuente de estas publicaciones; cuando fue contactada, ella negó ser la autora. El artículo del Daily Dot que cubre el evento afirma que una cuenta de correo electrónico perteneciente a una estudiante de la Universidad de Wisconsin en Stevens Point, casualmente llamada Susan Lindauer, fue falsificada para ocultar la identidad del autor de la publicación. Las explicaciones propuestas para los textos incluyen un chatbot o generador de texto experimental temprano, un troll de Internet que publica spam en foros,  o un programador que experimenta con cadenas de Markov. 
Un artículo posterior sobre el tema publicado por The AV Club propone que el evento sólo se convirtió en un misterio debido a la cobertura mediática posterior, al no haber sido ampliamente reportado antes del artículo del Daily Dot de 2012. El mismo artículo señala que el YouTuber Barely Sociable hizo un video sobre este tema en 2020, opinando que los mensajes probablemente eran spam simple sin ningún mensaje oculto. 

Este mensaje aparentemente sin sentido  fue publicado en el foro "alt.religion.christian.boston-church" en 1996: 
jitterbugging McKinley Abe break Newtonian inferring caw update Cohen air collaborate rue sportswriting rococo invocate tousle shadflower Debby Stirling pathogenesis escritoire adventitious novo ITT most chairperson Dwight Hertzog different pinpoint dunk McKinley pendant firelight Uranus episodic medicine ditty craggy flogging variac brotherhood Webb impromptu file countenance inheritance cohesion refrigerate morphine napkin inland Janeiro nameable yearbook hark